# Gmina Świnna
Świnna je vesnická gmina v Polsku ve Slezském vojvodství v okrese Żywiec. V letech 1975–1998 se obec nacházela v Bílském vojvodství. Sídlem obce je Świnna. V obci žije přibližně 7 900 obyvatel.

## Poloha
Obec se nachází na jihu vojvodství a na severozápadě sousedí s okresním městem Żywiec. Dále sousedí s gminami  Gilowice, Jeleśnia, Radziechowy-Wieprz a Ślemień, které jsou součástí okresu Żywiec.
Rozloha obce je 39,4 km², z čehož 54 % je zemědělská půda a 38 % lesy. Leží mezi Makowskými Beskydami (Beskid Makowski) na severu a Żywieckými Beskydami (Beskid Żywiecki) na jihu. Nejvyšším bodem je vrch Kiczora (761 m n. m.) Průměrná nadmořská výška je 450 m. Největším vodním tokem je řeka Koszarawa. V roce 1996 byla na levém břehu řeky Koszarawy zřízena přírodní rezervace Gawroniec o rozloze 23.69 ha s porosty karpatského buku, jedlí a olše.

## Součásti gminy
Součástí gminy jsou vesnice (solectwa):
- Pewel Mała
- Pewel Ślemieńska
- Przyłęków
- Rychwałdek
- Świnna
- Trzebinia

a lesní osada Janikówka.